# Terremoto del sur de Mendoza de 1929
El Terremoto del sur de Mendoza de 1929 fue un terremoto, movimiento sísmico que ocurrió el 30 de mayo de 1929 a las 09:43 UTC-3 (Hora Local Argentina + 3), en la provincia de Mendoza, Argentina. 
Tuvo su epicentro en las coordenadas geográficas 35°00′00″S 68°00′00″O / -35.00000, -68.00000
La magnitud estimada fue de 6,8 en la escala de Richter, a una profundidad de 40 km; y de una intensidad de "grado VIII" en la escala de Mercalli.
El epicentro se ubicó en el sur de la provincia de Mendoza, en Colonia Las Malvinas, en el departamento San Rafael, a aproximadamente 200 km de la ciudad capital. Causó daños importantes, la muerte de 40 personas y decenas de heridos en las poblaciones de Villa Atuel y de Las Malvinas. El sismo fue sentido hasta San Juan al norte, Buenos Aires al este y Río Negro al sur. Es el peor sismo registrado en el sur provincial.